# Bernd Schwitzgebel
Bernd Schwitzgebel (* 17. Mai 1965) ist ein deutscher Badmintonspieler. 

## Karriere
Bernd Schwitzgebel gewann nach zwei Juniorentiteln in den 1980er Jahren 1990 Bronze bei den deutschen Einzelmeisterschaften im Mixed mit Kerstin Weinbörner. Im gleichen Jahr siegte er in dieser Disziplin auch bei den Swiss Open. In der ersten Hälfte der 1990er Jahre spielte er in der Badminton-Bundesliga. Bei den Senioren war er später in Deutschland, in Europa und weltweit erfolgreich.

## Sportliche Erfolge
| Saison    | Veranstaltung                     | Disziplin    | Platz | Name                                                                                 |
| --------- | --------------------------------- | ------------ | ----- | ------------------------------------------------------------------------------------ |
| 1982/1983 | Deutsche Einzelmeisterschaft U18  | Herreneinzel | 1     | Bernd Schwitzgebel (TV Scheidt)                                                      |
| 1983/1984 | Deutsche Einzelmeisterschaft U22  | Herreneinzel | 2     | Bernd Schwitzgebel (TV Scheidt)                                                      |
| 1984/1985 | Deutsche Einzelmeisterschaft U22  | Herrendoppel | 3     | Chr. Diekmann / Bernd Schwitzgebel                                                   |
| 1986/1987 | Deutsche Einzelmeisterschaft U22  | Herrendoppel | 1     | Ralf Rausch / Bernd Schwitzgebel (SC Bayer 05 Uerdingen / TuS Wiebelskirchen)        |
| 1989/1990 | Deutsche Einzelmeisterschaft      | Mixed        | 3     | Bernd Schwitzgebel / Kerstin Weinbörner (TuS Wiebelskirchen / FC Bayer 05 Uerdingen) |
| 1990      | Swiss Open                        | Mixed        | 1     | Bernd Schwitzgebel / Petra Michalowsky                                               |
| 1990/1991 | Deutsche Hochschulmeisterschaften | Mixed        | 1     | Bernd Schwitzgebel / Anne-Katrin Seid (Uni Saarbrücken / Uni Ulm)                    |
| 1997/1998 | Deutsche Einzelmeisterschaft O32  | Herreneinzel | 1     | Bernd Schwitzgebel (1. BC Bischmisheim)                                              |
| 1998/1999 | Deutsche Einzelmeisterschaft O32  | Herreneinzel | 1     | Bernd Schwitzgebel (1. BC Bischmisheim)                                              |
| 1999/2000 | Deutsche Einzelmeisterschaft O32  | Herrendoppel | 1     | Franz-Josef Müller / Bernd Schwitzgebel (TV Bischmisheim / TV Bischmisheim)          |
| 2002/2003 | Deutsche Einzelmeisterschaft O35  | Herrendoppel | 1     | Bernd Schwitzgebel / Franz-Josef Müller (1. BC Bischmisheim / TV Wehen)              |
| 2004/2005 | Deutsche Einzelmeisterschaft O35  | Herreneinzel | 1     | Bernd Schwitzgebel (BC Bischmisheim)                                                 |
| 2005/2006 | Deutsche Einzelmeisterschaft O40  | Herreneinzel | 1     | Bernd Schwitzgebel (1. BC Bischmisheim)                                              |
| 2006/2007 | Deutsche Einzelmeisterschaft O40  | Herrendoppel | 1     | Bernd Schwitzgebel / Volker Eiber (1. BC Bischmisheim / BV Püttlingen)               |
| 2006/2007 | Deutsche Einzelmeisterschaft O40  | Herreneinzel | 1     | Bernd Schwitzgebel (1. BC Bischmisheim)                                              |
| 2007      | Senioren-Weltmeisterschaft 40+    | Herreneinzel | 2     | Bernd Schwitzgebel                                                                   |
| 2007      | Senioren-Weltmeisterschaft 40+    | Mixed        | 1     | Bernd Schwitzgebel / Petra Teichmann                                                 |
| 2008      | Senioren-Europameisterschaft 40+  | Herreneinzel | 3     | Bernd Schwitzgebel                                                                   |
| 2008/2009 | Deutsche Einzelmeisterschaft O40  | Herreneinzel | 1     | Bernd Schwitzgebel (1. BC Bischmisheim)                                              |
| 2008/2009 | Deutsche Einzelmeisterschaft O35  | Herrendoppel | 1     | Michael Kleibert / Bernd Schwitzgebel (1. BC Bischmisheim)                           |
| 2011      | Senioren-Weltmeisterschaft 45+    | Herreneinzel | 1     | Bernd Schwitzgebel                                                                   |

## Referenzen
- http://alleturniere.de/find.aspx?a=8&oid=E3B0DC28-EDDE-426A-9DD9-600D26DCF680&q=13-02439

| Personendaten    | Personendaten              |
| ---------------- | -------------------------- |
| NAME             | Schwitzgebel, Bernd        |
| KURZBESCHREIBUNG | deutscher Badmintonspieler |
| GEBURTSDATUM     | 17. Mai 1965               |